# Симпосиарх
Симпосиарх — распорядитель симпосия, мероприятия увеселительного характера у древнегреческих мужчин с чётко установленным порядком проведения и обильными возлияниями вином. Симпосии устраивались по различным поводам: рождение, свадьба, погребение, а также возвращение домой или прощание знатного лица либо члена семьи перед долгой поездкой, а также просто чествование известных лиц города. Во время симпосия часто обсуждались философские вопросы, как, например, в «Пире» Платона. Плутарх описывает симпосии «как приятное времяпрепровождение за вином, которое завершается дружбой». За точностью соблюдения установленных ритуалов, рассматривавшихся почти как священнодействие, отвечал симпосиарх.

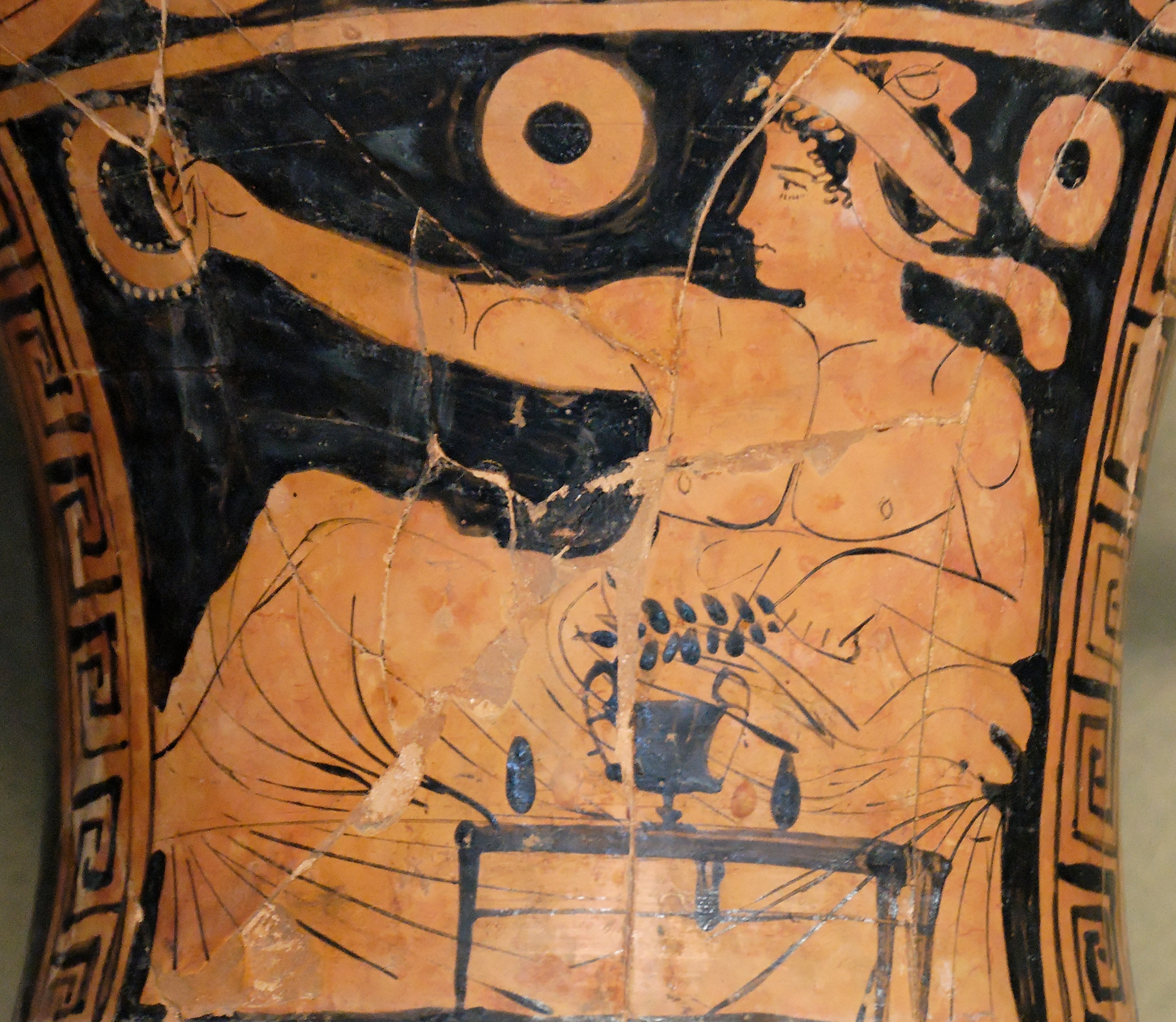
Симпосиаст с канфаром на беотийском краснофигурном канфаре. 450—425 гг. до н. э. Лувр

Имена приглашённых на симпосий гостей вместе с датой и временем его проведения указывались на восковых табличках, которые по домам приглашённых разносил раб. Обычно начало симпосия назначалось на девять часов. Число девять было идеальным числом и для количества участников симпосия, включая хозяина дома. Девять считалось числом совершенства, поскольку представляет собой трижды три, которое, в свою очередь, считалось во многих культурах «божественным числом». В расчёт принимались только присутствующие на симпосии мужского рода. Женщины туда не допускались, исключение составляли только гетеры, в обязанности которых входили игра на кифарах и флейтах, танцы и песнопения.
Значение симпосиев повысилось в IV в. до н. э., в связи с чем усложнились формальные правила их проведения. Симпосии стали проходить в отдельном помещении на мужской стороне — андроне, для симпосия предусматривались специальные сосуды для напитков. Выпивать стали лёжа. На симпосиархе лежала ответственность за должный уровень общения в андроне. Как описывает Плутарх, идеальный симпосиарх не бывает пьян, при этом никогда не отказываясь выпить, и является настоящей «квинтэссенцией веселья». Он должен быть душевным и дружелюбным ко всем, всегда оставаться в рамках приличий, но при этом силой своего авторитета удерживать от нарушения правил. Например, участники симпосия могли быть изгнаны с мероприятия за упорное продолжение запрещённой на симпосиях частной беседы между собой.

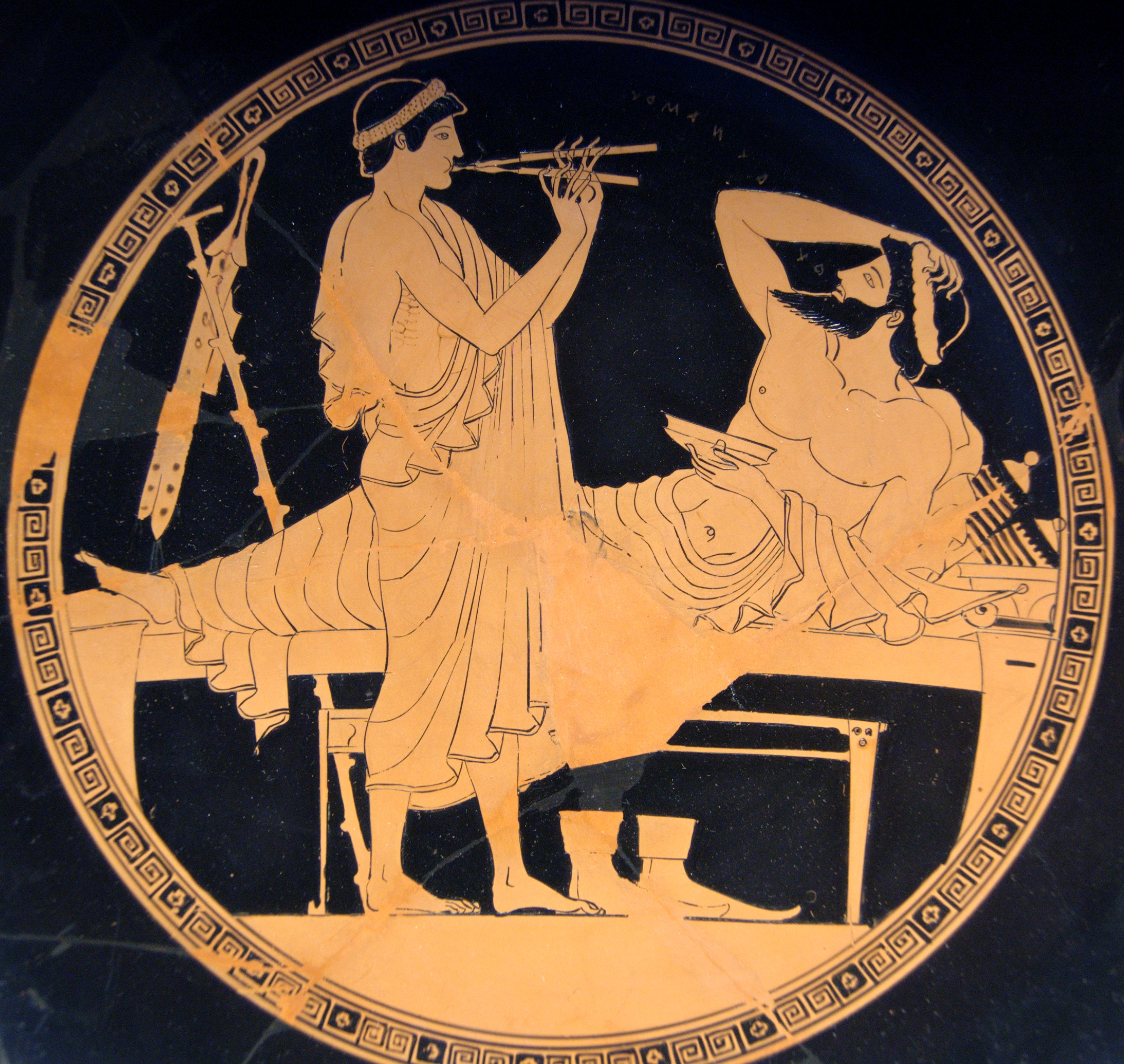
Сцена симпосия на тондо краснофигурного аттического килика работы Дуриса. Государственное античное собрание. Мюнхен

## Функции симпосиарха
В начале симпосия его распорядитель устанавливал соотношение вина и воды в смешиваемых напитках, поскольку древние греки никогда не пили неразбавленное вино. Это задавало тон всему вечеру. Симпосиарх приносил вином из каждого кратера жертву богам Олимпа, героям и Зевсу Спасителю и исполнял традиционные гимны, преимущественно Дионисию.
Далее симпосиарх устанавливал количество кубков, которое разрешалось, но одновременно и вменялось в обязанность выпить участникам симпосия. Выпивание без правил не отвечало традициям симпосия, ведь все симпосиасты должны были находиться на одном уровне опьянения, который, однако, не всегда удавалось достичь в силу различий в конституции гостей. Гостям симпосия прощалось всё, что бы они ни сказали на симпосии в состоянии алкогольного опьянения, о чём свидетельствовала пословица «Ненавижу пьющих с хорошей памятью». Симпосиарх должен был всячески приветствовать желание симпосиастов сказать тост или выступить с речью и спонтанность действий вообще, заботясь о том, чтобы другим не было нанесено обиды. Развязанный язык выпивающих симпосиастов был ничем другим, как то, что на современном языке называется мозговым штурмом, и философам лишь оставалось развить мысли, высказанные на симпосии. В обязанности симпосиарха входит также организация общения и забота о том, чтобы в проводящихся на симпосии играх, упражнениях и состязаниях участвовали в равной мере все гости.
К ритуальной посуде на симпосии относились килик, из которого гости пили, сосуд для смешивания вина с водой — кратер, и сосуд для охлаждения напитков — псиктер. Вино в кратер наливали из ойнохойи, а воду — из гидрии.
Размер посуды для напитков варьировался. У Платона указывается, что на симпосии у Алкивиада и Сократа они выпили по огромному бокалу, каждый из которых вмещал восемь котил, что составляет почти два литра. Иногда такие бокалы осушались залпом. Бокал с вином передавался по кругу по часовой стрелке. Такого же порядка очередности придерживались на симпосии в беседах и играх.
В соответствии с одними источниками симпосиарх выбирался по жребию выбрасыванием костей. Другие источники приписывали симпосиарху религиозные функции.